# Villeperdrix
Villeperdrix é uma comuna francesa na região administrativa de Auvérnia-Ródano-Alpes, no departamento de Drôme. Estende-se por uma área de 26,15 km². Em 2010 a comuna tinha 113 habitantes (densidade: 4,3 hab./km²).